# Tifoseria del L.R. Vicenza
(Aronne Miola, presidente del Vicenza Calcio tra il 1999 e il 2004.)

Coreografia della Curva Sud in Vicenza-Roma 2-1 del 14 aprile 1996

In questa voce sono riportate informazioni relative alla storia ed evoluzione della tifoseria del L.R. Vicenza, società calcistica italiana con sede a Vicenza.

## Contesto
Dal 1978 al 2012 il gruppo principale e storico della Curva Sud furono i Vigilantes. Oltre ai Vigilantes, gli altri quattro gruppi storici della Curva Sud furono il Fabio Group, la Caneva Berica, i Kapovolti e gli Ultras 1993.

## Composizione geografica

La Curva Sud in Vicenza-Cagliari del 13 marzo 1977.

Il Vicenza ha numerosi tifosi sia in Italia che all'estero, ciò dovuto ai vari fasti della squadra biancorossa durante la militanza in Serie A: dai venti anni consecutivi in massima serie tra il 1955 e il 1975 e dallo scudetto sfiorato della stagione 1977-1978, alla conquista della Coppa Italia 1996-1997 e all'avventura europea nella Coppa delle Coppe 1997-1998.
Oltre ai simpatizzanti biancorossi in Italia e all'estero, la maggior parte dei tifosi del Vicenza proviene dalla città e dalla sua provincia, inoltre è presente una ragguardevole cifra di sostenitori residenti nelle altre province della regione. Negli anni novanta, ogni comune della Provincia di Vicenza aveva un proprio club biancorosso.
Nei due ex comuni appartenenti un tempo alla Provincia di Vicenza di San Pietro in Gu (passato in Provincia di Padova nel 1853) e San Giovanni Ilarione (passato in Provincia di Verona nel 1923), è tuttora radicata la presenza di tifosi berici.
Nella parte orientale della Provincia di Verona vi sono alcuni abitanti veronesi che tifano Vicenza: tra i comuni veronesi più rilevanti vi rientrano San Bonifacio, Cologna Veneta e San Giovanni Ilarione.
Per quanto riguarda la Provincia di Padova, vi è la presenza di tifosi vicentini sia nella Bassa Padovana (prevalentemente nei comuni di Lozzo Atestino, Baone, Ospedaletto Euganeo, Saletto e Megliadino San Vitale) che nell'Alta Padovana (nei comuni di Campodoro, San Pietro in Gu, Gazzo, Carmignano di Brenta, Piazzola sul Brenta, Cittadella, Fontaniva e Galliera Veneta).
La maggior parte dei comuni veronesi e padovani in cui sono presenti tifosi berici, ricadono sotto la Diocesi di Vicenza.
A seguito dell'emigrazione veneta degli anni Cinquanta e Sessanta del Novecento, vi sono numerosi tifosi vicentini residenti in Piemonte e in Svizzera; proprio nella regione piemontese, crebbe il calciatore vicentino Virgilio Maroso (nativo di Crosara). Fuori dai confini nazionali sono presenti club biancorossi a Buenos Aires, Londra e New York.

## Tifoseria organizzata

### Le origini
Nell'ottobre del 1974 nasce il primo gruppo di tifoseria organizzata a Vicenza, gli Ultras: "Alcuni ragazzi del quartiere San Bortolo furono i primi a portare allo stadio uno striscione fatto artigianalmente (era un lenzuolo blu) con la scritta Ultras". Il 9 novembre del 1975, in occasione della gara Lanerossi Vicenza-Ternana, nascono anche I Marines. Entrambi i gruppi si posizionarono sulle gradinate della Curva Sud e avevano come simboli un teschio. Il primo striscione a comparire in gradinata però fu quello dei Sanguinari Curva Sud con l'acronimo di S.C.S. Negli anni settanta la Curva Sud era gremita prevalentemente da tifosi di sinistra, con molti ragazzi ultras del quartiere del Villaggio del Sole. Nel 1976 in Gradinata Sud nacque la Vecchia Guardia, i cui fondatori due anni più tardi, il 3 settembre del 1978, crearono i Vigilantes e i Red White Panthers.

Coreografia della Curva Sud in Vicenza- del 7 ottobre 1990.

### Vigilantes
Il 3 settembre 1978 furono fondati i Vigilantes, data in cui era di scena al Menti la partita di Coppa Italia contro il Bologna. In quella stessa data nacquero contemporaneamente anche i Red White Panthers.
Il simbolo dei Vigilantes era una testa incappucciata, un boia, con due mannaie incrociate sullo sfondo, aggiunte dopo alcuni anni. I Vigilantes si ispirarono a Tex Willer identificandosi come dei giustizieri solitari. I Vigilantes furono fondati da quattro ragazzi: Paolo Cantele soprannominato Pancio, e da tre suoi amici, Luca, Roberto e Donato. I Vigilantes Vicenza si sciolsero il 1º settembre 2012, dopo 34 anni di militanza in curva sud.

### Altri gruppi

Coreografia della Curva Sud in Vicenza-Empoli del 2 maggio 1993.

Il Fabio Group, avente per simbolo il tao, fu fondato il 2 settembre 1990, giorno della morte del tifoso dei Vigilantes Fabio Cucco, a lui verrà intitolato il gruppo Fabio Group Ultrà Vicenza 02-09-90. Lo striscione del Fabio Group aveva, oltre ai colori biancorossi, la presenza di strisce verticali biancazzurre laterali, un omaggio ai tifosi del Pescara, coi quali la tifoseria vicentina è legata da quello che fu il primo gemellaggio tra due tifoserie ultras della storia, risalente al gennaio 1977. Fino alla stagione 1997-1998 i tifosi del Fabio Group e dei Kapovolti (altro gruppo proveniente dalla sud fondato nel 1993, costituito prevalentemente da ragazzi provenienti dalla zona di Thiene e avente come logo un volto di un mostro di Frankenstein ubriaco) risiedevano in Curva Sud; dalla stagione 1998-1999 si spostarono e stabilirono entrambi in Curva Nord. Il 10 ottobre 2004 dallo scioglimento di questi due gruppi nacque la Curva Nord Vicenza (C.N.VI).

Gli oltre diecimila tifosi biancorossi in Hellas Verona-Vicenza del 17 novembre 1996.

Questo gruppo si stabilì in seguito nei Distinti lato Curva Nord a causa delle nuove norme di sicurezza negli stadi che indirizzarono la Curva Nord dello stadio Menti al settore ospiti. I simboli erano il volto di un giullare biancorosso con incise le quattro iniziali C N V I sulle quattro carte da gioco mentre l'altro simbolo del gruppo era la bandiera di Amsterdam orientata in senso verticale (raffigurante tre croci di Sant'Andrea bianche su sfondo nero, con le lettere C N V I di colore bianco poste sulle bande rosse laterali).
Altri gruppi importanti della Curva Sud erano: la Caneva Berica, fondato nel 1990, con ragazzi provenienti dall'area dell'ovest vicentino tra cui Malo e Schio ed il cui simbolo era una damigiana di vino - caneva in lingua veneta significa cantina -; gli Ultras 1993 (da non confondere col primo gruppo di tifo organizzato di Vicenza), gruppo di destra nato nel 1993 con simbolo lo stemma della città di Vicenza; i Red White Panthers (gruppo storico nato il 3 settembre 1978, il simbolo era la testa di una pantera nera che mostra i denti); la Vecchia Guardia; gruppi di estrema sinistra (Boys, Brigata Belfast e Venceremos oltre ai già citati Red White Panthers). Altri due gruppi storici furono i Commandos ed i Kamikaze (entrambi nati nel 1976 e sciolti nel 1978).

I 10.000 vicentini sull'argine del Canale Camuzzoni, provenienti dalla stazione ferroviaria, in cammino verso il Bentegodi, nel derby del Veneto della stagione 1996-1997.

Vi furono poi molti altri gruppi nati in Curva Sud tra cui: negli anni settanta nacquero Gradinata Sud Ultras Vicenza, Hooligans Supporters, Squadre d'Azione Biancorosse Vicenza, Hooligans forever boys; nei novanta nacquero Busa dei Gati (nati nel 1992, gruppo con immagine un gatto e che nel nome richiamava la Fossa dei Leoni del Milan), Skorretti (nati nel 1992) e Pessimi Elementi (nati nel 1994, il simbolo era un serpente aggrovigliato ad una spada).
Altri gruppi noti : Collettivo, Plotone, Ragazze Panthers, Ragazze Biancorosse, Red White Girls, Nuova Guardia Vicenza, Rebel Girls, Nukleo, Hells Boys, Burx, Sconvolts, Vicenza Superstar, Club Gioventù Biancorossa, Wild Cats, Bronx Biancorosso, Gatti Randagi, Euforia Biancorossa, Fossa Berica, Tartan Army, Berici Alcoolici, Tega Berica, Maiali Inquinanti, Alcool, Gruppo Nardini Bassano (affiliati al gruppo Caneva Berica, risiedevano in curva sud, il simbolo era lo stemma della città di Bassano del Grappa, luogo di provenienza del gruppo), GDB, T.D.L., N.S.V., B.P.T. VI, Buba's Group (sciolti nel 1996), Gruppo Parterre (risiedevano in curva sud, quando ancora nello stadio Menti erano presenti le parterre, donde il nome del gruppo), Goti Mona Lane, Gatti Bastardi Vicenza, Armata Biancorossa Stanga, Kaos, Warriors, Metal Brigate, Lega Berica, Banda Ragno Vicenza, Spiox, TNT Group Noventa Vicentina, Gattazzi Camisano Vicentino, Pozzoleone Alcoolica, Maledugatti, La magia siamo noi, Vicenza Est, Supporters Vicenza, Brigata Pieraldo Dalle Carbonare, Vaffanclub, Zona Duomo, Ribelli, SbreGati, Bruti da VedaRe, Scorretti Creazzo 1902, Magnagati Vicenza, Malati di Menti, B.S.G., Disorganizzati, No TDT, Central Group, CSD, Alcool Lonigo, Gioventù Villana, Zona Mucchio.
Tra i gruppi attualmente presenti in curva sud vi sono South Terrace Vicenza, Lanerossi Crew 1902, Lanerossi Youth, Banda Thiene, Caneva Berica, Vecchia Guardia, Vicenza Addicted, Explicit Supporters, 36100, Cervelli Assenti,  Berici Isterici, Fegati Esigenti, Campari Group, Old Fans, Prime Uve Biancorosse, Longa, Vecio Stampo, La Mala di Malo, Zona Berica, Gruppo Fantasma, Brigata Ezio Vendrame, Tossici Erotici, Quei da Fora, Gruppo Borghetti, Lane Barufanti, Young Fans Vicenza, Piazzetta Palladio. 
Alcuni membri degli ex gruppi della curva nord Vicenza (CNVI) e dei CSD, spostatesi nei distinti, fanno oggi parte del cosiddetto "Quadrato" o "Distinti Nord" la maggioranza dei quali sono confluiti nel gruppo Fedelissimi, altri gruppi presenti nei distinti sono IX Marzo, Veci de Merda e San Bortolo Vicenza.

### Cronologia principali gruppi
Collocazione dei gruppi:
- Curva Sud
- Curva Nord
- Distinti (Quadrato/Distinti Nord)

1974 - Nascita degli Ultras | 1975 - Nascita dei Marines
1976 - Nascita dei Commandos  | 1976 - Nascita dei Kamikaze
1976 - Nascita della Vecchia Guardia  | 1976 circa - Scioglimento dei Marines
1978 - Nascita dei Vigilantes  |  1978 - Nascita dei Red White Panthers
1978 - Scioglimento degli Ultras   | 1978 - Scioglimento dei Commandos
1978 - Scioglimento dei Kamikaze   | 1987 circa - Scioglimento dei Red White Panthers
1990 - Nascita del Fabio Group |   1990 - Nascita della Caneva Berica
1993 - Nascita dei Kapovolti  |  1993 - Nascita degli Ultras 1993
1998 - Trasferimento del Fabio Group dalla Curva Sud alla Curva Nord
1998 - Trasferimento dei Kapovolti dalla Curva Sud alla Curva Nord
2003 circa - Scioglimento degli Ultras 1993  |   2004 - Scioglimento del Fabio Group
2004 - Scioglimento dei Kapovolti  |  2004 - Nascita della Curva Nord
2005 - Scioglimento della Curva Nord  |  2005 - Nascita della Zona Mucchio
2010 circa - Nascita della Lanerossi Crew  |  2010 - Nascita dei South Terrace
2010 circa - Nascita della Banda Thiene  |  2012 - Scioglimento dei Vigilantes
2017 - Nascita dei Lanerossi Youth  |  2020 - Scioglimento della Zona Mucchio
2023 - Nascita dei Fedelissimi

## Gemellaggi e rivalità

### Gemellaggi e amicizie
Gli ultras del Vicenza hanno un forte gemellaggio e legame di fratellanza con la tifoseria del Pescara, risalente al 9 gennaio 1977, tuttora un gemellaggio fortemente sentito in entrambe le curve e tra i primi in Italia.
La tifoseria vicentina è anche gemellata con le seguenti tifoserie: Reggiana (dal 1982), Cremonese (dal 22 agosto 1984), Udinese (dagli anni ottanta),  e a livello europeo con il Metz (nata come amicizia nel 1997, oggi diventato un gemellaggio vero e proprio tra la Curva Sud Vicenza e la Triboune Ouest del Metz con un legame molto sentito tra le tifoserie nonostante la distanza).
Presenta rapporti di amicizia con il Vigor Lamezia (dal 2022 circa).

### Ex gemellaggi ed ex amicizie
Vi furono gemellaggi con le tifoserie del Genoa (concluso nell'autunno 2003), con il Como (concluso nel 2013) e con il Ravenna (nato nel 1993; Il gemellaggio fra le curve si concluse nel 2019, rimane attivo come gemellaggio solamente tra i romagnoli e membri dell'ex gruppo vicentino CSD, ora confluiti nei Fedelissimi nei Distinti).
In passato vi furono amicizie con le tifoserie del Pisa (vi fu un rapporto d'amicizia tra i Vigilantes Vicenza e i Rangers Pisa), Padova (tra il 1977 e il 1979), Venezia (nata nel 1980 e perdurata negli anni ottanta), Napoli (instaurata negli anni ottanta con il gruppo partenopeo CUCB - Commando Ultrà Curva B e conclusa nel novembre 1995) e Milan (intrapresa nel 1976 e terminata nell'aprile 1999).

### Rapporti di reciproco rispetto
Nonostante lo scioglimento dei rispettivi gemellaggi ancora oggi rimangono rapporti di rispetto e amicizie personali con tifosi del Genoa e del Como, intercorrono anche legami di rispetto e amicizie personali con le tifoserie di Bari (dagli anni novanta), Messina (nato come gemellaggio per effetto di quello tra messinesi e pescaresi poi sciolto nel 2016, ora rimane solo come amicizia e rispetto tra alcuni gruppi), Frosinone (dal 2006), Roda Kerkrade (nata nel Marzo 1998 dalle partite disputate contro gli olandesi in Coppa delle Coppe), Cosenza, e del Trier in Germania (per via del loro gemellaggio con il Metz).

### Rivalità

#### Rivalità storiche

Coreografia della Curva Sud in Vicenza-Hellas Verona del 6 aprile 1997.

La rivalità più accesa è quella con l'Hellas Verona. Il derby fra Vicenza e Verona, per antonomasia il derby del Veneto, costituisce la maggiore rivalità calcistica del Veneto. I biancorossi, nati nel 1902, e i gialloblu, nati nel 1903, sono infatti i due club più antichi e vincenti della regione. Dagli anni 70 fino ai primi anni 90 l'inimicizia acerrima verso i tifosi scaligeri non era solo campanilistica ma in parte anche per motivi politici vista l'allora parziale appartenenza di sinistra di alcuni gruppi vicentini. Questa rivalità è sempre perdurata con incidenti e tentativi di assalti.
Singolare è il rapporto con la tifoseria del Padova, oggi una delle più forti rivalità per la curva vicentina: a fine anni settanta i tifosi del Padova erano soliti andare amichevolmente a Vicenza per vedere la serie A, tuttavia questi buoni rapporti si ruppero quando il 6 maggio 1979 alcuni sostenitori patavini si unirono in curva ospiti al tifo juventino; i tifosi vicentini, per ripicca, la stagione successiva si presentarono allo stadio Silvio Appiani a fianco dei supporter del Venezia. Nel frattempo i tifosi del Padova strinsero amicizie con i tifosi del Verona e Bologna, in quanto tifoserie nemiche dei vicentini. La rivalità di fatto nasce in un Padova-Vicenza del 1982, quando i tifosi del Vicenza occuparono la curva di casa, costringendo i padovani al settore ospiti. Nello stesso anno venne rubato ai Padovani dai Vicentini lo striscione “Ultras”, ripreso dai padovani entrando di nascosto nel magazzino dello stadio Menti portando via anche lo striscione “Vigilantes”, ripreso poi dai tifosi vicentini in maniera analoga che si vendicarono portandosi via anche gli striscioni “Collettivo”, “Hooligans”, “Alcool”, “Trips”, “Navajos Cavese” ed “Hell’s Angels Ghetto”. Nell’87/88 I padovani entrano di nuovo di nascosto nei magazzini del Menti e trafugarono nuovamente lo striscione “Vigilantes Vicenza”: questa volta però la tifoseria vicentina decise di riprendersi lo striscione di persona in un Padova-Messina quando andarono sotto la curva di casa dove scoppiò un tafferuglio. Il 26 marzo 1994 vi fu un violento derby allo stadio Appiani di Padova, coi vicentini che bruciarono lo storico striscione “H.A.G.” dei padovani: la partita venne sospesa a causa degli incidenti e vi furono 90 diffidati e decine di fermi tra gli ultras del Padova. Nel 2019 ci furono scontri in un autogrill di Rimini tra ultras Vicentini e patavini con esito di un padovano gravemente ferito ad un occhio e numerose diffide. Alla fine del derby giocato a Vicenza il 29 ottobre 2023 si registrò l'assalto dei tifosi vicentini ai bus navetta che stavano trasportando i tifosi del Padova, registrando danni ai veicoli, scontri e ferimento di un padovano. Vennero in seguito fermati diversi tifosi del Vicenza, tra di loro diversi ultras di tifoserie gemellate con i vicentini. Nel derby del maggio 2024 una bomba carta tirata dalla curva ospiti padovana ha gravemente ferito un tifoso vicentino nel settore del "Quadrato" nei distinti che ha necessitato l'amputazione della falange di un dito.
Un'altra storica rivalità con gravi scontri e disordini è quella con il Napoli: questo rapporto da sempre antagonistico tra le due tifoserie, venne accentuato ancor di più nella metà degli anni 1990, durante le partite casalinghe al Menti, con incidenti dentro e fuori dallo stadio berico avvenuti nel marzo 1996 e nel gennaio e maggio 1997; oltre ai violenti episodi verificatisi nella doppia finale della Coppa Italia 1996-1997: all'andata al San Paolo con lancio di razzi, bombe carta e arredo bagno, mentre al ritorno al Menti con l'accoltellamento di un supporter vicentino da parte di tifosi partenopei e gli spari di bengala provenienti dalla Curva Nord occupata dagli ultrà azzurri verso la Tribuna e i Distinti che provocarono l'ustione al volto di un sostenitore biancorosso. Episodi analoghi avvennero nuovamente nello stadio berico nell'ottobre 2006, quando alcuni esponenti della tifoseria partenopea posizionati in Curva Nord scagliarono alcuni razzi indirizzati ai sostenitori vicentini presenti nel settore Distinti.

#### Altre rivalità
Oltre alle rivalità storiche con Hellas Verona, Padova e Napoli, a causa dei numerosi scontri avvenuti tra le opposte fazioni nel corso degli anni d'oro del tifo organizzato in Italia, vi sono poi altre principali rivalità storiche a rischio di incidenti con Brescia, Triestina, SPAL, Cesena, Bologna, Atalanta, e Venezia. Si sono registrati, negli anni, diversi episodi di violenza tra la tifoseria vicentina e quelle delle società citate: nel 2015 e 2016 con i tifosi cesenati; nel 2015 e 2017 con quelli bresciani e nel 2022 con i ferraresi.

Coreografia della Curva Sud in Vicenza-Milan 2-0 del 25 maggio 1997.

Sussistono inoltre rapporti di rivalità con i sostenitori delle tre big del calcio italiano: Juventus (acuitisi ancor di più nel febbraio e ottobre 1996 quando ebbero luogo notevoli scintille tra i Vigilantes Vicenza e il gruppo ultras bianconero Fighters), Milan (al Menti nell'aprile 1999 si verificarono incidenti quando i tifosi rossoneri giunti a Vicenza, intonarono cori irridenti inneggianti alla futura retrocessione del Vicenza in Serie B) e Inter (rivali da sempre, accentuata anche dal gemellaggio che univa la tifoseria nerazzurra e quella Veronese).
A livello internazionale l'unica rivalità degna di nota è quella con il Chelsea, risalente al 1998 durante la doppia semifinale di Coppa delle Coppe disputata contro gli inglesi (quando un gran numero di ultras veronesi era presente nel settore ospiti del Romeo Menti assieme ai tifosi londinesi con i quali mantengono rapporti di amicizia).
Con l'Atalanta la rivalità risale a metà anni settanta, mentre con i tifosi del Brescia è risalente a metà anni 80 ed è tuttora una delle rivalità più sentite.
Numerose risse avvennero sul terreno dello stadio Menti con gli ultras del Venezia nell'ottobre 1990.
Con la SPAL esiste inimicizia molto sentita nata nella seconda metà anni 80 e primi anni 90, ripresentatasi nell'agosto 1999 durante la gara di andata di Coppa Italia e costantemente accentuata negli ultimi anni con scontri e assalti tra tifosi ferraresi e vicentini.
Nel maggio 2024, in occasione della gara casalinga col Taranto valevole per il primo turno dei playoff di Serie C, vi furono violenti scontri con i tifosi ionici prima dell'inizio della partita, cui fece seguito il lancio di seggiolini dello stadio Romeo Menti da parte dei tifosi ospiti.

### Panoramica Attuale
- Pescara (dal 1977)
- Reggiana (dal 1982)
- Cremonese (dal 1984)[29]
- Udinese (dagli anni ottanta) [30][31]
- Metz (dal 1997) [97][98]

- Olympique Lione (dal 2013 circa)
- Millwall (dal 2015 circa)[senza fonte]
- Vigor Lamezia[34]  (dal 2022 circa)

- Como (ex gemellaggio (1977-2013)
- Genoa (ex gemellaggio) (1978-2003)[35]
- Bari (dagli anni novanta)[47]
- Eintracht Treviri (per via del gemellaggio Trier-Metz)

- Verona
- Padova (ex amicizia) (1977-1979)[41]
- Napoli (ex amicizia anni ottanta-1995)[99]
- Brescia
- Triestina
- Cesena
- Atalanta[81]
- SPAL[75]
- Bologna[100][101]

- Parma
- Modena[102]
- Mantova
- Piacenza
- Avellino
- Sambenedettese
- Ascoli
- Lazio
- Juventus
- Milan (ex amicizia) (1977-1999)[44][103]
- Inter
- Chelsea[88][89]
- Spezia
- Fiorentina
- Lecce[104]
- Taranto[95]
- Sampdoria
- Palermo
- Ancona
- Prato
- Treviso
- Savoia
- Venezia (ex amicizia) (1980-anni ottanta)[41]
- Salernitana
- Roma
- Fidelis Andria
- Monza[105]
- Varese
- Torino